# Tandori Károly
Tandori Károly (Újvidék, 1925. augusztus 23. – Szeged, 2005. január 24.) Kossuth- és Széchenyi-díjas magyar matematikus, egyetemi tanár, a Magyar Tudományos Akadémia rendes tagja.
Kutatási területe: Sorozatok, sorok, szummációk elmélete. Approximációelmélet. Fourier-analízis. Valószínűségelmélet határelosztás-tételei.

## Életpályája
Édesapja tetőfedő mester volt; 1930-ban feleségével és ötéves gyermekével a Jugoszláv Királyságból kiutasították, Szegedre menekültek. Édesapja Szegeden, sőt a Dél-Alföldön is jó hírnévnek örvendő tetőfedőmester lett. 1932-től Tandori Károly az Újszegedi Állami Népiskolába járt, jó tanuló volt, így 1936-ban beíratták a Ferenc József Tudományegyetem gyakorló gimnáziumába, a Baross Gimnáziumba, ahol a 8. gimnáziumi osztály végén, 1944-ben kitűnő eredménnyel érettségizett.
Felvételt nyert a budapesti Műegyetemre, de tanulmányait a háborús körülmények miatt mégis inkább a szegedi egyetemen kezdte meg, matematika–fizika szakon. Kiváló tanárai voltak matematikából, Kalmár László, Riesz Frigyes és Szőkefalvi-Nagy Béla. Nagyon hamar eldőlt, hogy őt legjobban a matematika érdekli, s azon belül is a matematikai analízis. Már egyetemi évei alatt díjtalan gyakornok volt a Bolyai Intézetben. 1948-ban kapta meg matematika–fizika szakos középiskolai tanári oklevelét, s mindjárt felvették tanársegédnek az Intézetbe.
Az 1950-es évek elején három évet a Műegyetemen töltött Alexits György mellett, mint aspiráns. Az ortogonális polinomok szerinti sorfejtések elméletében jeles eredményeket ért el, ebből a témából írta meg kandidátusi disszertációját, amelyet 1954-ben védett meg. A továbbiakban hazajött Szegedre, s a Bolyai Intézet adjunktusaként dolgozott tovább. Kutatott és oktatott fáradhatatlanul. 1957-ben lett a matematika tudományok doktora. Disszertációjának címe: Ortogonális Sorokról. Témavezetői Alexits György, Szőkefalvi-Nagy Béla és Császár Ákos voltak. 1958-ban docenssé, 1962-ben egyetemi tanárrá nevezték ki.
Jelentős eredményeket ért el a matematikai analízis klasszikus kérdésköreiben, tudományos eredményeit rendszeresen közreadta az Acta Scientiarum Mathematicarum-ban német nyelven. Egyik csúcsteljesítménye az 1957–1962 között publikált Über die orthogonalen Funktionen című, 188 oldalt kitevő, 10 részből álló cikksorozata, melyért 1961-ben Kossuth-díjjal tüntették ki. 1965-ben választották be az MTA levelező, 1975-ben rendes tagjai sorába.
Jó előadó és jó tanár volt az egyetemen, számos tanítványt és matematikai kutatót nevelt. A Bolyai Intézet matematikus tanárjelöltjei évtizedeken át az ő híres analízis és valószínűségszámítás előadásain nevelkedtek. Az 1972-ben alapított Analízis Alkalmazásai tanszéket vezette 1972-től 1995-ig, 1975 és 1981 között a Természettudományi Kar dékáni feladatait is ő látta el, 1987-től 1990-ig vezette a tanszékcsoportot. Számos tudományos tisztséget töltött be hatékonyan és nagy odaadással szakfolyóiratok szerkesztőségeiben, tudományos társaságokban. 1995-ben emeritálták. 2005-ben érte a halál; az Újszegedi temetőben nyugszik.

## Művei
- Tandori Károly 60 tudományos publikációja a SZTE Egyetemi Könyvtár gyűjteményében

## Matematikai folyóiratok szerkesztése
- Acta Mathematica Hungarica, szerk. biz. tag (1965–1979), főszerk. (1976–1996)
- Studia Mathematica Hungarica, szerk. biz. tag (1966–1973)
- Periodica Mathematica Hungarica, szerk. biz. tag. (1971–1996)
- Analysis Mathematica, főszerk. h. (1975–1996)
- Alkalmazott Matematikai Lapok, főszerk. (1977–1978), szerk. biz. tag (1979–1996)
- Matematikai Lapok, szerk. (1981–1987)
- Analysis, szerk. biz. tag (1987–)

## Tudományos tisztség
- MTA Matematikai Bizottság, tag (1965–)
- MTA TMB[3] Matematikai és Számítástudományi Szakbizottság, tag (1970–1976), elnök (1976–1995)
- SZAB,[4] alelnök (1987–1996)

## Társasági tagság
- Bolyai János Matematikai Társulat, tag (1946–), alelnök (1985–1993), tiszteletbeli elnök (1993–)

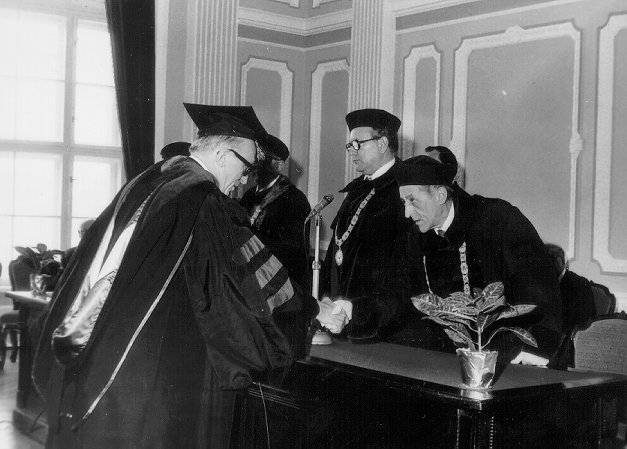
Horst Frenz (balra) amerikai irodalmár díszdoktorrá avatása az aulában: a képen éppen a TTK dékánja, Tandori Károly (jobbra) fog kezet az ünnepelttel (1977)

## Díjak, elismerések
- Kossuth-díj III. fokozat (1961)
- A felsőoktatás kiváló dolgozója (1971)
- Munka Érdemrend arany fokozat (1981)
- Szele Tibor-emlékérem (1982)
- Április Negyedike érdemrend (1985)
- Szent-Györgyi Albert-díj (1992)
- Széchenyi-díj (megosztva, 1992) – a matematikai analízis témakörén belül elsősorban a klasszikus Fourier-sorok konvergencia- és összegzési kérdéseinek kutatásában elért, nemzetközileg is elismert kiemelkedő eredményeiért (megosztott díj Leindler Lászlóval)
- Szegedért Alapítvány Tudományos Kuratóriumának díja (1994)
- Pro Urbe (Szeged) díj (1994)
- MTESZ-díj (1994)
- Pedagógus Szolgálati Emlékérem (1994)
- SZTE díszdoktora (1997)
- Klebelsberg Kunó-díj (2001)
- Magyar Örökség Díj (2008)